# Tinthana
Tinthana es un pueblo ubicado en el distrito de Katmandú, provincia de Bagmati, Nepal.

## Superficie
Cuenta con una superficie de 1,289 kilómetros cuadrados.

## Demografía
Datos hasta 2015
- Población: 14 887 habitantes.[1]
- Densidad de población: 11,552 habitantes por kilómetro cuadrado.[1]
- Población masculina: 7604 (51,1%).[1]
- Población femenina: 7283 (48,9%).[1]